# Przesyłka reklamowa

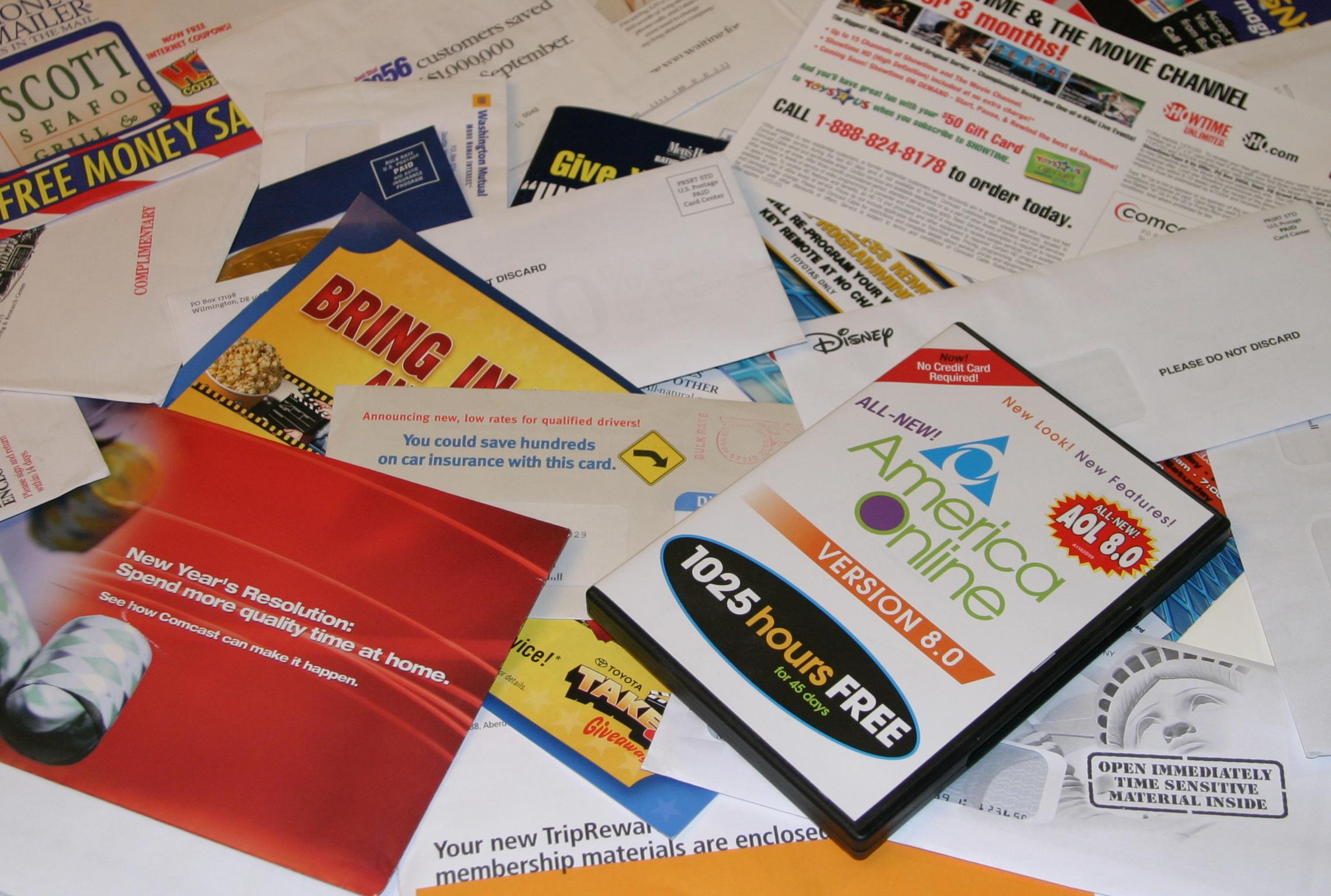
Broszurki reklamowe

Przesyłka reklamowa – przesyłka zawierająca wyłącznie materiał reklamowy, marketingowy lub promocyjny, wysyłana jednorazowo do co najmniej 20 adresatów, z identyczną zawartością i identyczną treścią, różniącą się jedynie danymi identyfikacyjnymi adresata (nazwiskiem, adresem lub innymi danymi zmiennymi), niezmieniającymi treści przekazywanej informacji. Przesyłką reklamową nie mogą być np. faktury. 
Usługa świadczona jest przez Pocztę Polską po podpisaniu umowy, a przesyłki muszą być oznaczone napisem "PRZESYŁKA REKLAMOWA" w lewej części strony adresowej.